# Calçat
|  | Per al tipus de repartició heràldica, vegeu partició (heràldica). |

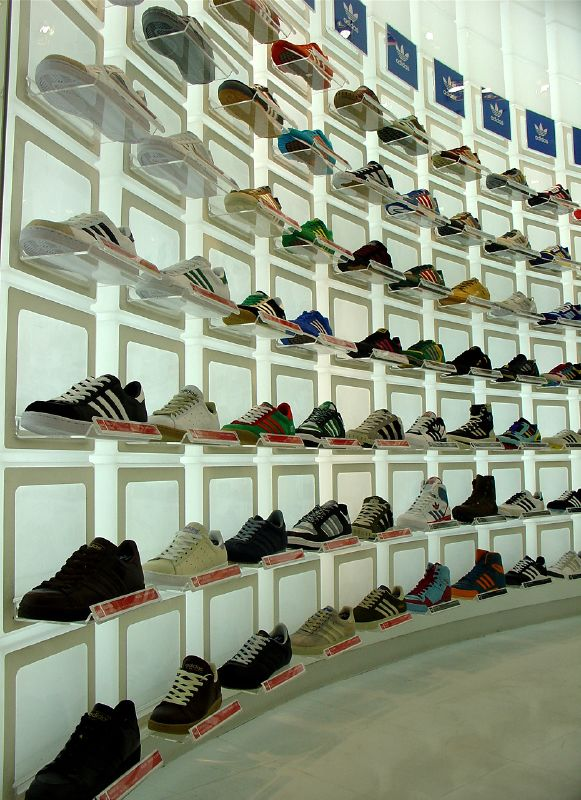
Expositors de calçat

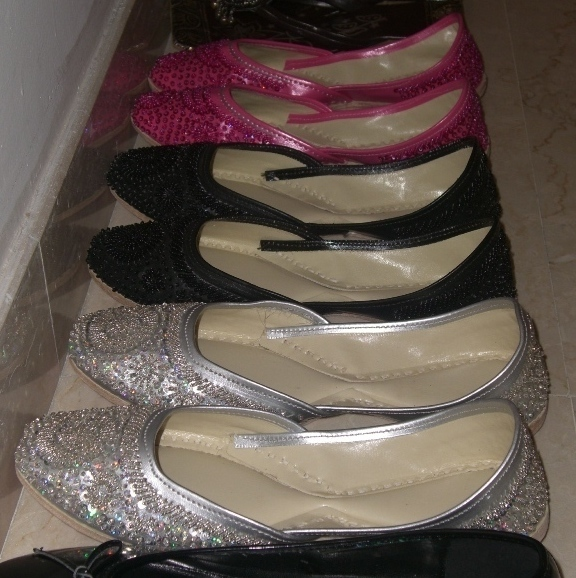
Calcer femení

El calçat, calcer, calçament o la calçadura és qualsevol peça de vestir que cobreix el peu i, a vegades, part de la cama, per a protegir-lo del fred i de l'exterior, però també amb fins ornamentals.
Es pot incloure aquí l'abasta, l'espardenya, la bota, la botina, la sandàlia, el soc o l'esclop, la katiuska, la sabata, la sabatilla, el peu de gat, o qualsevol altre dels molts que han existit. Els tipus bàsics, actualment, són: la sabata, que cobreix el peu però no arriba al turmell; la bota, que cobreix peu i turmell i pot arribar més amunt; la sabatilla, normalment de descans, i amb variants populars com l'espardenya, calçat popular tradicional dels Països Catalans, usat durant segles per la gent del poble, que no podia aspirar a adquirir sabates; la sandàlia, que consta de sola i betes i deixa a la vista la major part del peu, així com altres d'emparentats, com la xancleta, que es duu a retaló.
El calçat ha existit des de l'edat antiga, en una tipologia enormement diversa, però el seu ús no s'ha generalitzat del tot entre les classes populars fins a la Revolució Industrial; en l'edat moderna, fins i tot a Europa, el primer calçat conegut per molts joves era la sabata o bota que rebien a l'exèrcit.
El calçat femení és ple de connotacions fetitxistes per a molts homes; així, la sabata de taló d'agulla és un símbol eròtic de primera magnitud; la botina de taló alt evoca la demi-mondaine parisenca de la Belle Époque (o bé la prostituta de saloon del Far West); les botes de cuixal tenen ressonàncies sadomasoquistes; etc.

## Procés de fabricació
Tradicionalment sempre ha estat artesanal, però a ran de la Revolució Industrial els processos es van perfeccionar per a fabricar-lo de forma massiva. La fabricació del calcer, sigui produït de manera artesanal o industrial, consta d'uns passos elementals:
1. Selecció de les pells o materials.
2. Tallatge.
3. Aparatge.
4. Muntatge o centratge.
5. Emmagatzematge.
6. Comerç.

## Vegeu també

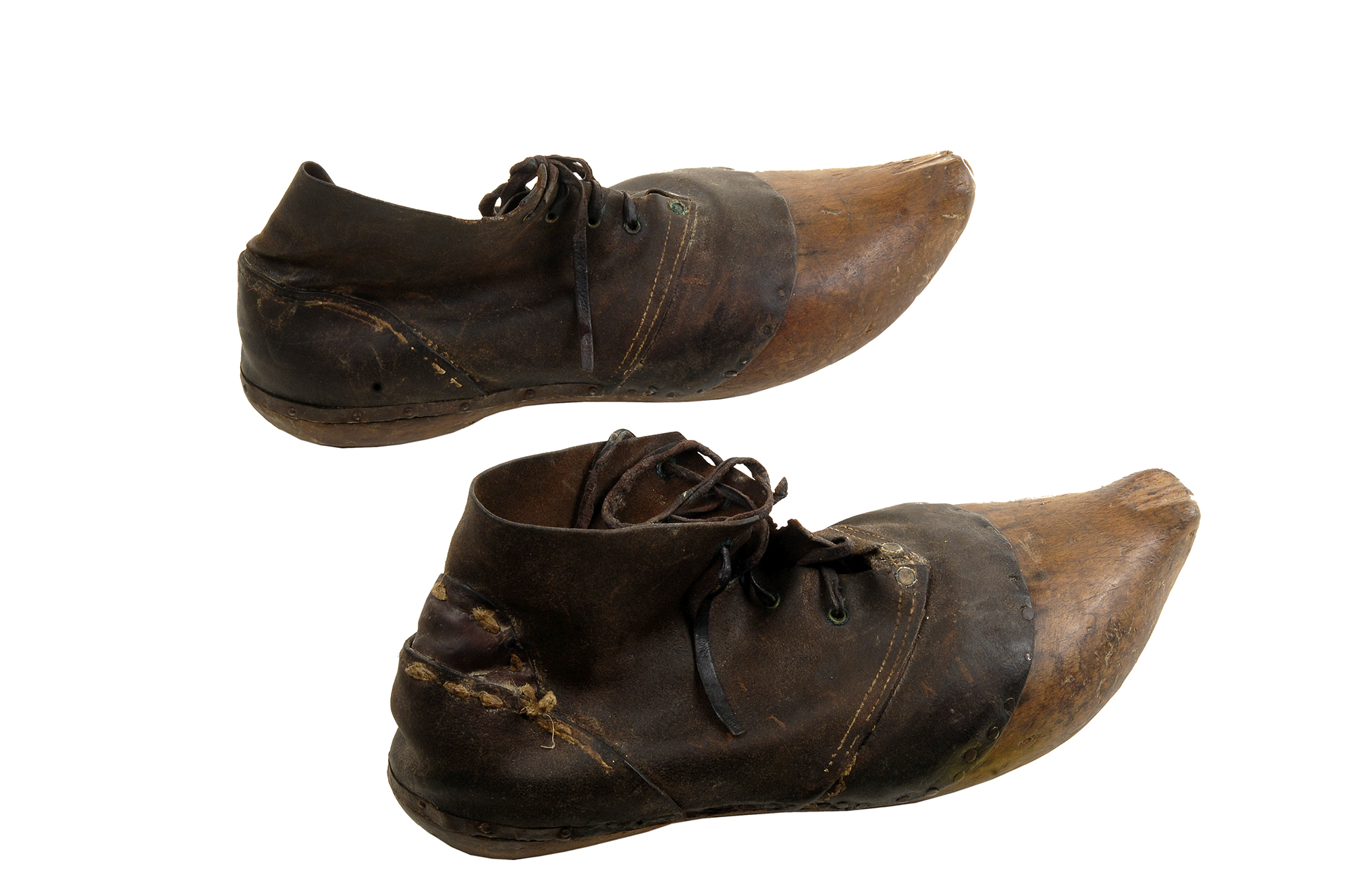
Xavocs. Calcer amb empenya de cuir i sola de fusta. Comarques de l'interior de Castelló.